# Осеола Тауншип (округ Тайога, Пенсільванія)
Осеола Тауншип (англ. Osceola Township) — селище (англ. township) в США, в окрузі Тайога штату Пенсільванія. Населення — 591 особа (2020).

## Демографія
Згідно з переписом 2010 року, у селищі мешкало 659 осіб у 255 домогосподарствах у складі 178 родин. Було 301 помешкання
Расовий склад населення:
| - 98,5 % — білих - 0,3 % — чорних або афроамериканців |

До двох чи більше рас належало 1,2 %. Частка іспаномовних становила 0,2 % від усіх жителів.
За віковим діапазоном населення розподілялося таким чином: 22,2 % — особи молодші 18 років, 63,2 % — особи у віці 18—64 років, 14,6 % — особи у віці 65 років та старші. Медіана віку мешканця становила 43,7 року. На 100 осіб жіночої статі у селищі припадало 102,1 чоловіків;  на 100 жінок у віці від 18 років та старших — 98,1 чоловіків також старших 18 років.
Середній дохід на одне домашнє господарство  становив 57 016 доларів США (медіана — 47 292), а середній дохід на одну сім'ю — 59 352 долари (медіана — 51 083). Медіана доходів становила 40 074 долари для чоловіків та 30 568 доларів для жінок. За межею бідності перебувало 17,9 % осіб, у тому числі 40,0 % дітей у віці до 18 років та 12,9 % осіб у віці 65 років та старших.
Цивільне працевлаштоване населення становило 297 осіб. Основні галузі зайнятості: виробництво — 34,3 %, роздрібна торгівля — 16,8 %, освіта, охорона здоров'я та соціальна допомога — 11,8 %, мистецтво, розваги та відпочинок — 8,4 %.